# Campeões mundiais do World latin dance
Lista dos campeões mundiais do World Professional Latin dance do Conselho Mundial de Dança (WDC), realizados anualmente no último trimestre de cada ano, compreendendo cinco danças: rumba, samba, pasodoble, chachacha e jive, conforme definido nos termos de dança de salão. Atualmente são organizados pela Dance News special events e, inclui todas as categorias de dança de salão do International Style Standard e International Style Latin.
Os campeonatos mundiais oficiais foram realizados com a seção latina de dança de salão desde que foram organizados em 1959 pelo ICBD (atual WDC), que representa todos os principais países profissionais de dança de salão do tipo DanceSport. Campeonatos mundiais não oficiais eram realizados, geralmente em Paris, por vários organizadores antes da Segunda Guerra Mundial. Alguns desses incluíam uma ou duas danças latinas na mesma competição das danças de salão. Como esses eventos não tinham status oficial, eles não são notados aqui. A partir de 1953 iniciou um campeonato internacional de dança latina organizada pela inglesa Elsa Wells formalmente denomiado Elsa Wells International Dance Championships (ou somente International Championships).

## campeões mundiais
| Ano  | Casal                                  | País                   |
| ---- | -------------------------------------- | ---------------------- |
| 1960 | Roger e Micheline Ronnaux              | França                 |
| 1961 | Bill e Bobbie Irvine                   | Escócia                |
| 1962 | Walter Laird e Lorraine Reynolds       | Inglaterra             |
| 1963 | Walter Laird e Lorraine Reynolds       | Inglaterra             |
| 1964 | Walter Laird e Lorraine Reynolds       | Inglaterra             |
| 1965 | Walter & Marianne Kaiser               | Suíça                  |
| 1966 | Bill & Bobbie Irvine                   | Escócia                |
| 1967 | Rudolf & Mechthild Trautz              | Alemanha               |
| 1968 | Bill & Bobbie Irvine                   | Escócia                |
| 1969 | Rudolf & Mechthild Trautz              | Alemanha               |
| 1970 | Rudolf & Mechthild Trautz              | Alemanha               |
| 1971 | Rudolf & Mechthild Trautz              | Alemanha               |
| 1972 | Wolfgang e Evelyn Opitz                | Alemanha               |
| 1973 | Hans-Peter e Ingeborg Fischer          | Áustria                |
| 1974 | Hans-Peter e Ingeborg Fischer          | Áustria                |
| 1975 | Hans-Peter e Ingeborg Fischer          | Áustria                |
| 1976 | Peter Maxwell e Lynn Harman            | Inglaterra             |
| 1977 | Alan e Hazel Fletcher                  | Inglaterra             |
| 1978 | Alan e Hazel Fletcher                  | Inglaterra             |
| 1979 | Alan e Hazel Fletcher                  | Inglaterra             |
| 1980 | Alan e Hazel Fletcher                  | Inglaterra             |
| 1981 | Alan e Hazel Fletcher                  | Inglaterra             |
| 1982 | Espen & Kirsten Salberg                | Noruega                |
| 1983 | Espen & Kirsten Salberg                | Noruega                |
| 1984 | Donnie Burns e Gaynor Fairweather      | Escócia/Inglaterra     |
| 1985 | Donnie Burns e Gaynor Fairweather      | Escócia/Inglaterra     |
| 1986 | Donnie Burns e Gaynor Fairweather      | Escócia/Inglaterra     |
| 1987 | Donnie Burns e Gaynor Fairweather      | Escócia/Inglaterra     |
| 1988 | Donnie Burns e Gaynor Fairweather      | Escócia/Inglaterra     |
| 1989 | Donnie Burns e Gaynor Fairweather      | Escócia/Inglaterra     |
| 1990 | Donnie Burns e Gaynor Fairweather      | Escócia/Inglaterra     |
| 1991 | Donnie Burns e Gaynor Fairweather      | Escócia/Inglaterra     |
| 1992 | Donnie Burns e Gaynor Fairweather      | Escócia/Inglaterra     |
| 1993 | Donnie Burns e Gaynor Fairweather      | Escócia/Inglaterra     |
| 1994 | Donnie Burns e Gaynor Fairweather      | Escócia/Inglaterra     |
| 1995 | Donnie Burns e Gaynor Fairweather      | Escócia/Inglaterra     |
| 1996 | Donnie Burns e Gaynor Fairweather      | Escócia/Inglaterra     |
| 1997 | Hans-Reinhard Galke e Bianka Schreiber | Alemanha               |
| 1998 | Donnie Burns e Gaynor Fairweather      | Escócia/Inglaterra     |
| 1999 | Bryan Watson e Carmen Vincelj          | África do Sul/Alemanha |
| 2000 | Bryan Watson e Carmen Vincelj          | África do Sul/Alemanha |
| 2001 | Bryan Watson e Carmen Vincelj          | África do Sul/Alemanha |
| 2002 | Bryan Watson e Carmen Vincelj          | África do Sul/Alemanha |
| 2003 | Bryan Watson e Carmen Vincelj          | África do Sul/Alemanha |
| 2004 | Bryan Watson e Carmen Vincelj          | África do Sul/Alemanha |
| 2005 | Bryan Watson e Carmen Vincelj          | África do Sul/Alemanha |
| 2006 | Bryan Watson e Carmen Vincelj          | África do Sul/Alemanha |
| 2007 | Bryan Watson e Carmen Vincelj          | África do Sul/Alemanha |
| 2008 | Michał Malitowski e Joanna Leunis      | Polônia                |
| 2009 | Michał Malitowski e Joanna Leunis      | Polônia                |
| 2010 | Riccardo Cocchi e Yulia Zagoruychenko  | EUA                    |
| 2011 | Riccardo Cocchi e Yulia Zagoruychenko  | EUA                    |
| 2012 | Riccardo Cocchi e Yulia Zagoruychenko  | EUA                    |
| 2013 | Riccardo Cocchi e Yulia Zagoruychenko  | EUA                    |
| 2014 | Riccardo Cocchi e Yulia Zagoruychenko  | EUA                    |
| 2015 | Riccardo Cocchi e Yulia Zagoruychenko  | EUA                    |
| 2016 | Riccardo Cocchi e Yulia Zagoruychenko  | EUA                    |
| 2017 | Riccardo Cocchi e Yulia Zagoruychenko  | EUA                    |
| 2018 | Riccardo Cocchi e Yulia Zagoruychenko  | EUA                    |
| 2018 | Riccardo Cocchi e Yulia Zagoruychenko  | EUA                    |
| 2019 | Riccardo Cocchi e Yulia Zagoruychenko  | EUA                    |